# Spyck
Spyck is een gehucht bij Griethausen in de Duitse gemeente Kleef in de deelstaat Noordrijn-Westfalen.
Spyck ligt direct aan de zuidzijde van de rivier de Rijn schuin tegenover het Nederlandse dorp Spijk. Het loopt over in natuurgebied Salmorth. In Spyck is een fabriek gevestigd waar oliehoudende zaden worden verwerkt: Ölwerke Spyck. Even verderop bevindt zich een installatie voor waterzuivering, Klärwerk Kleve.
Tussen 1865 en 1926 was er tussen Welle en Spyck een pontverbinding over de Rijn in de spoorlijn Zevenaar - Kleef. De spoorverbinding voor goederenvervoer tussen Spyck en Kleef werd in 1982 buiten bedrijf gesteld. De oude stalen spoorbrug bij Griethausen bleef bewaard als industrieel-bouwkundig monument.

## Afbeeldingen

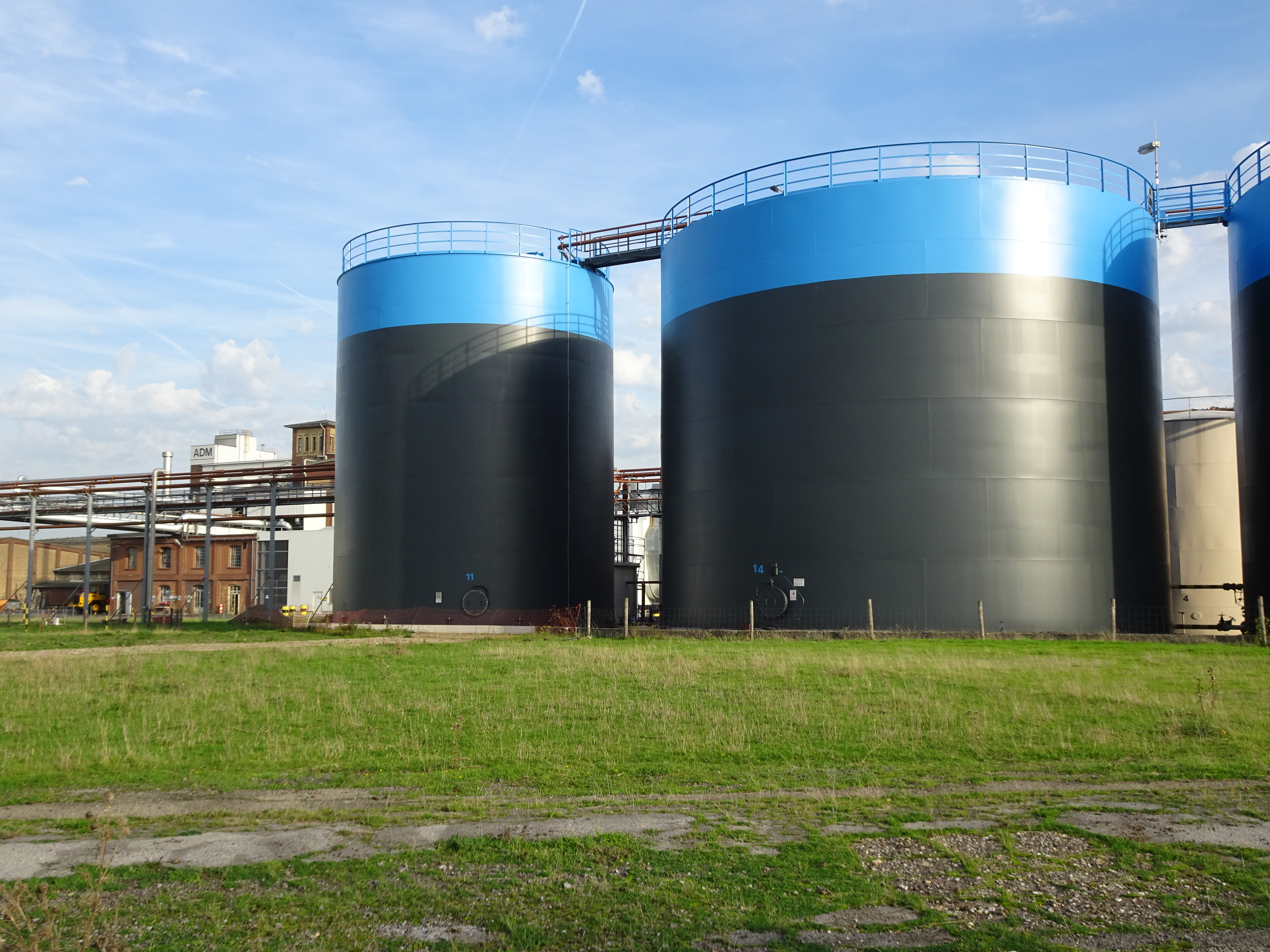
Ölwerke Spyck
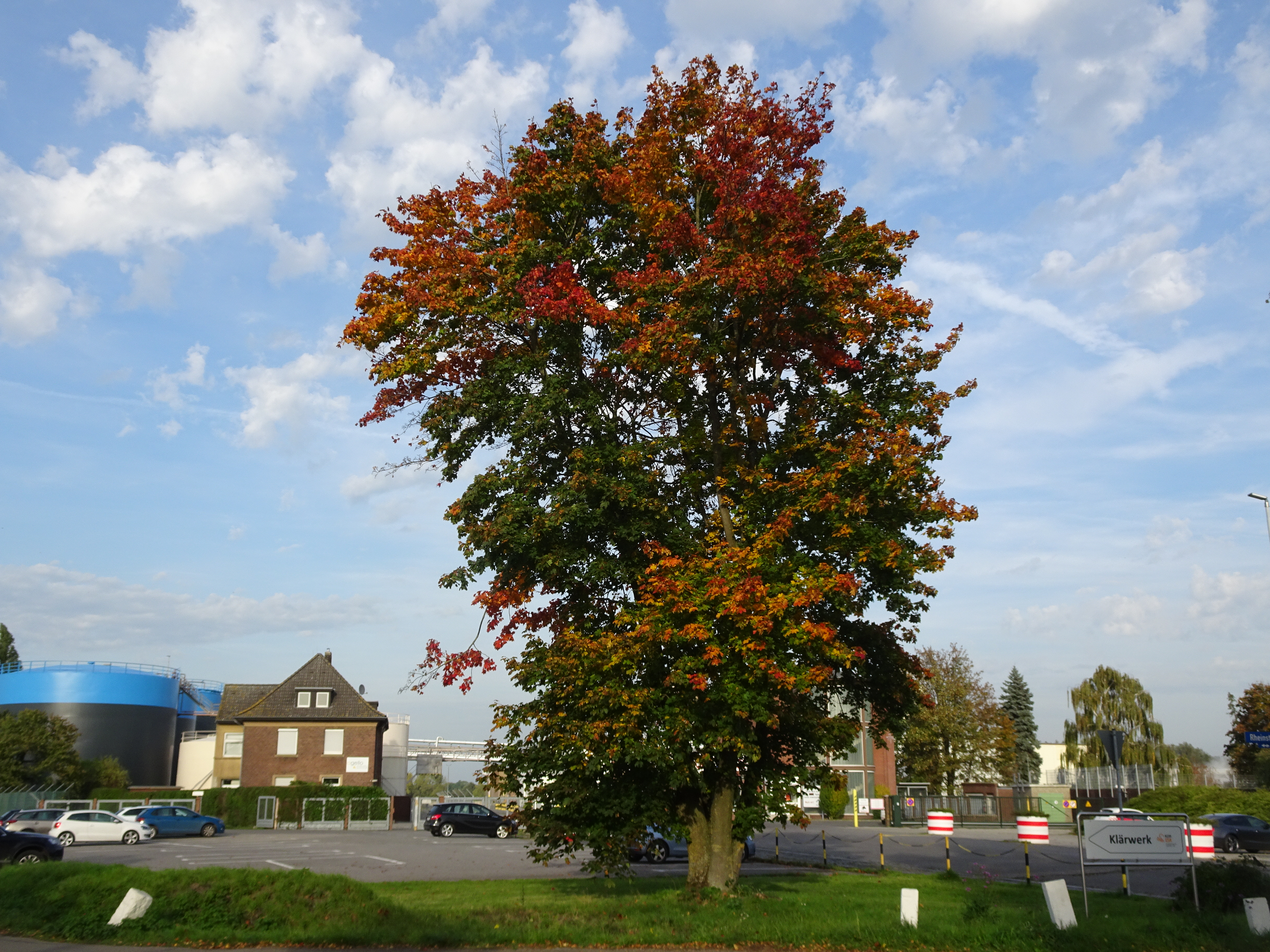
Ölwerke Spyck
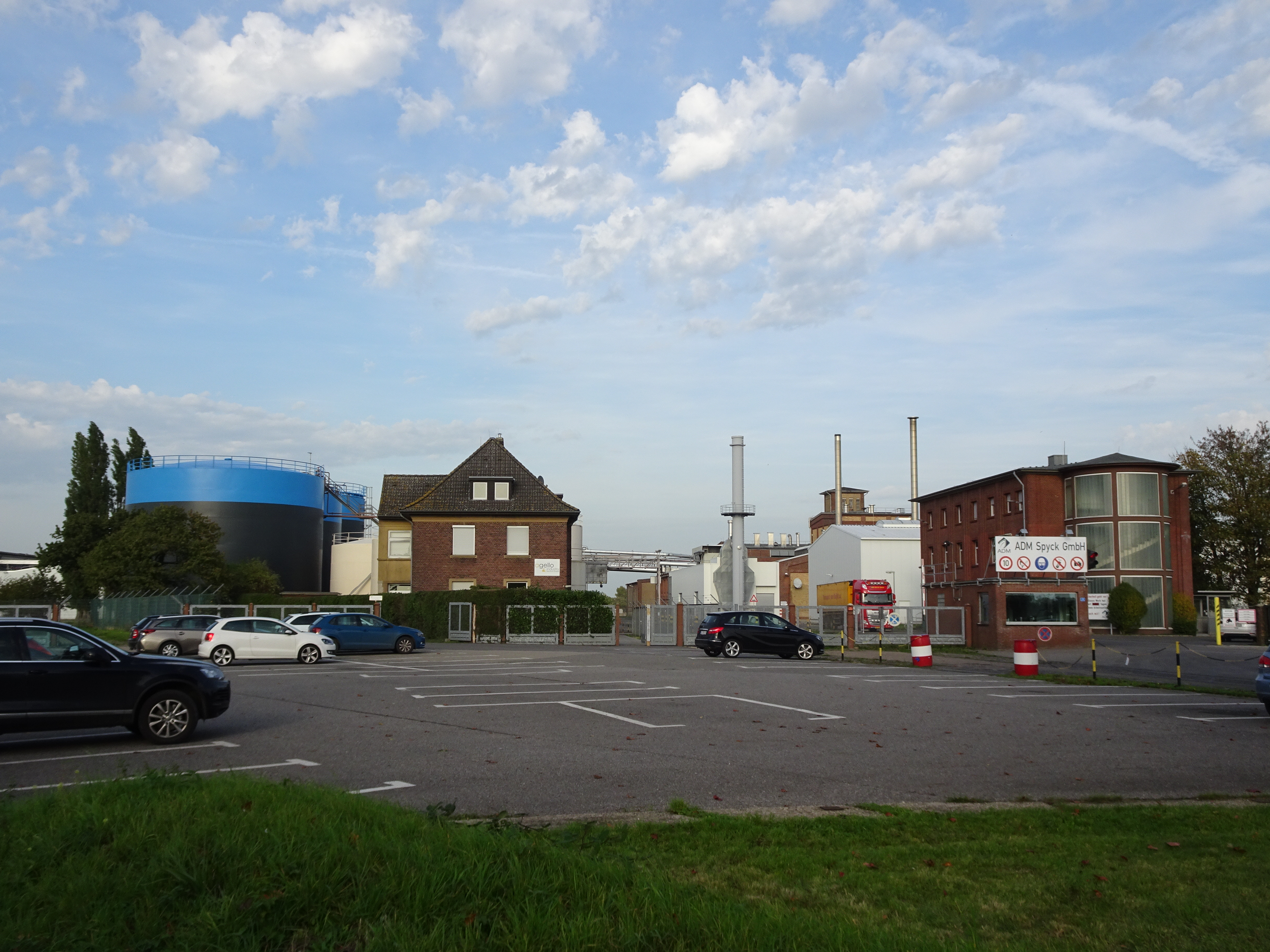
Ölwerke Spyck
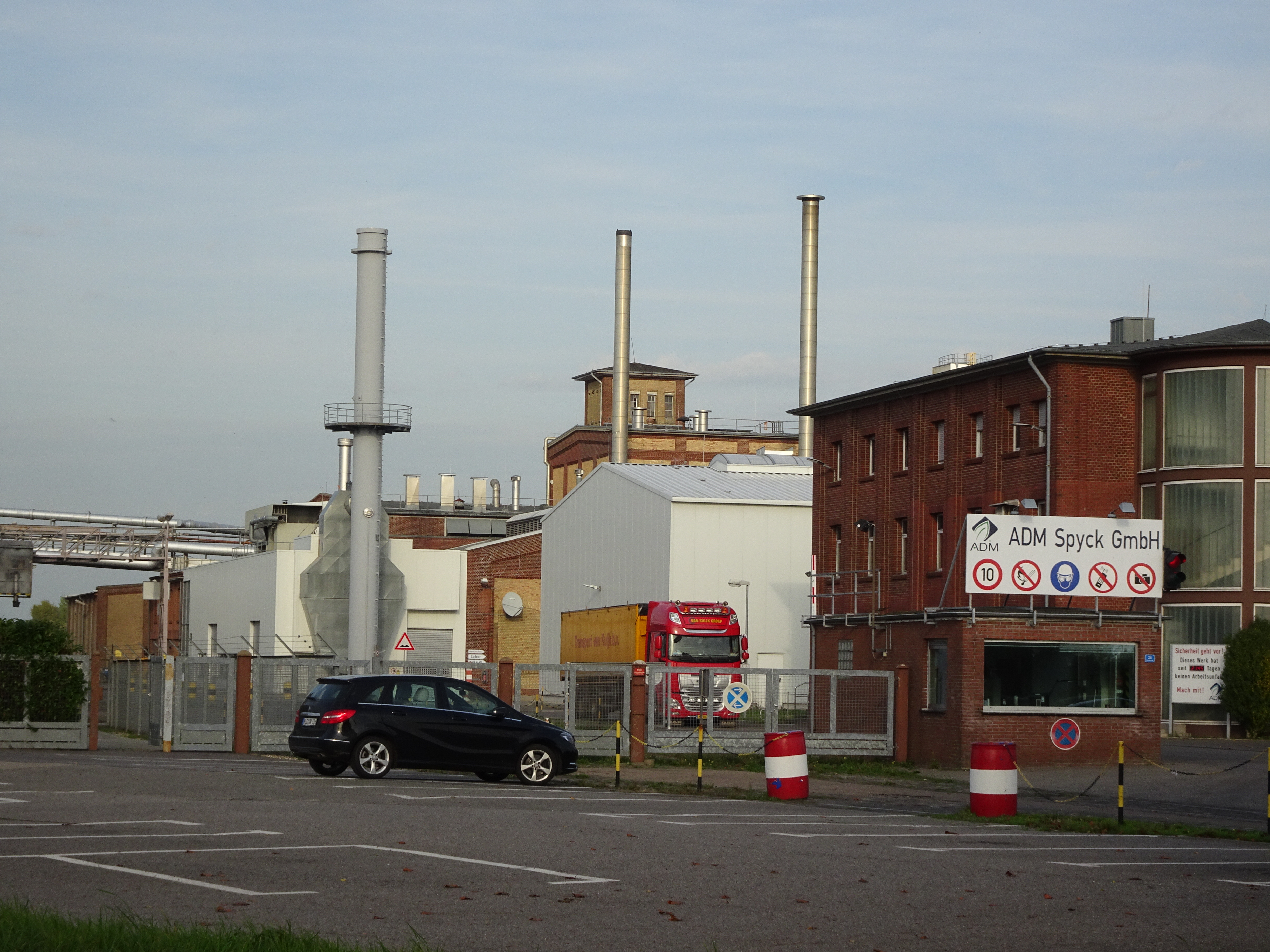
Ölwerke Spyck
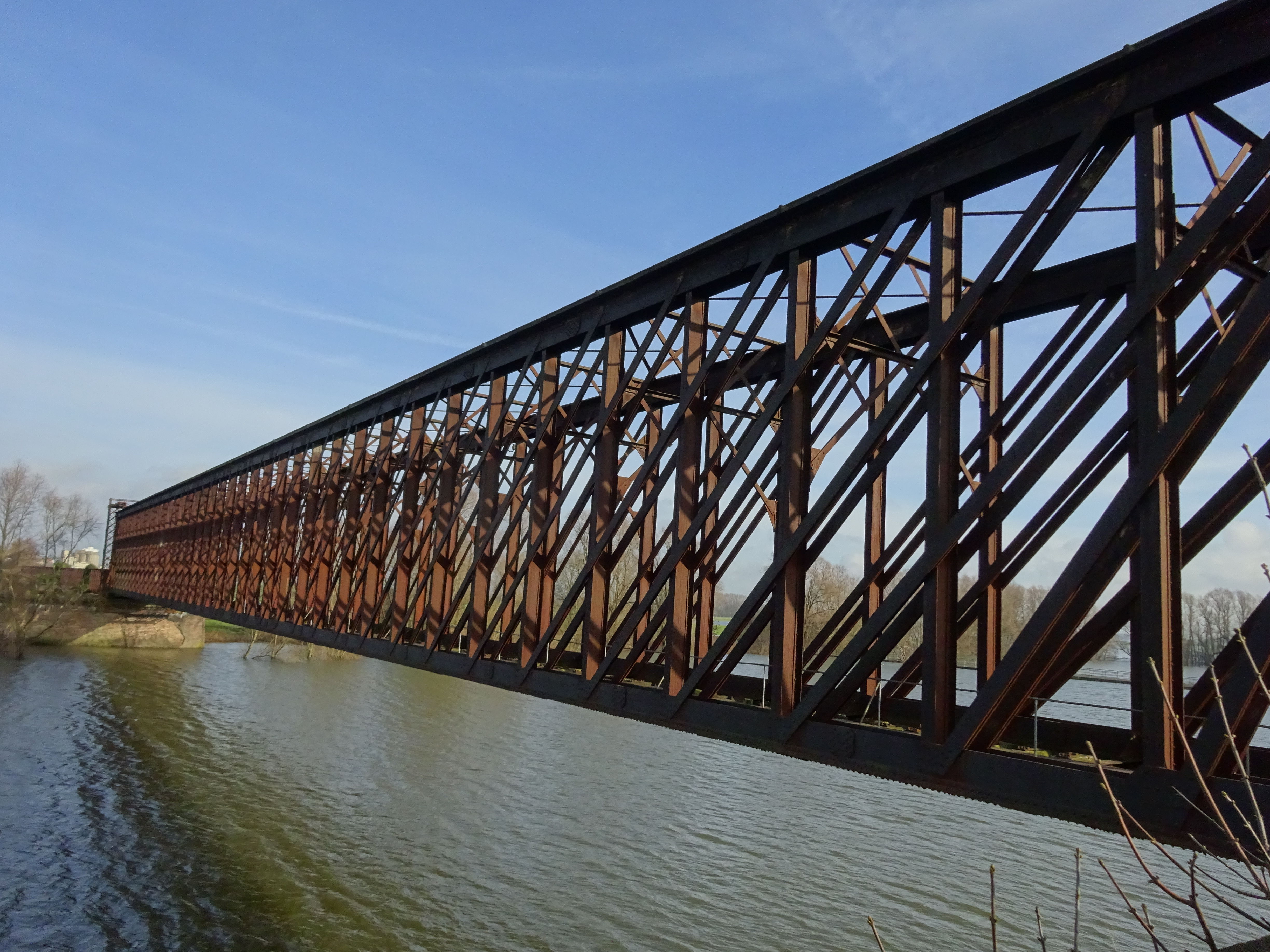
Spoorbrug Griethausen
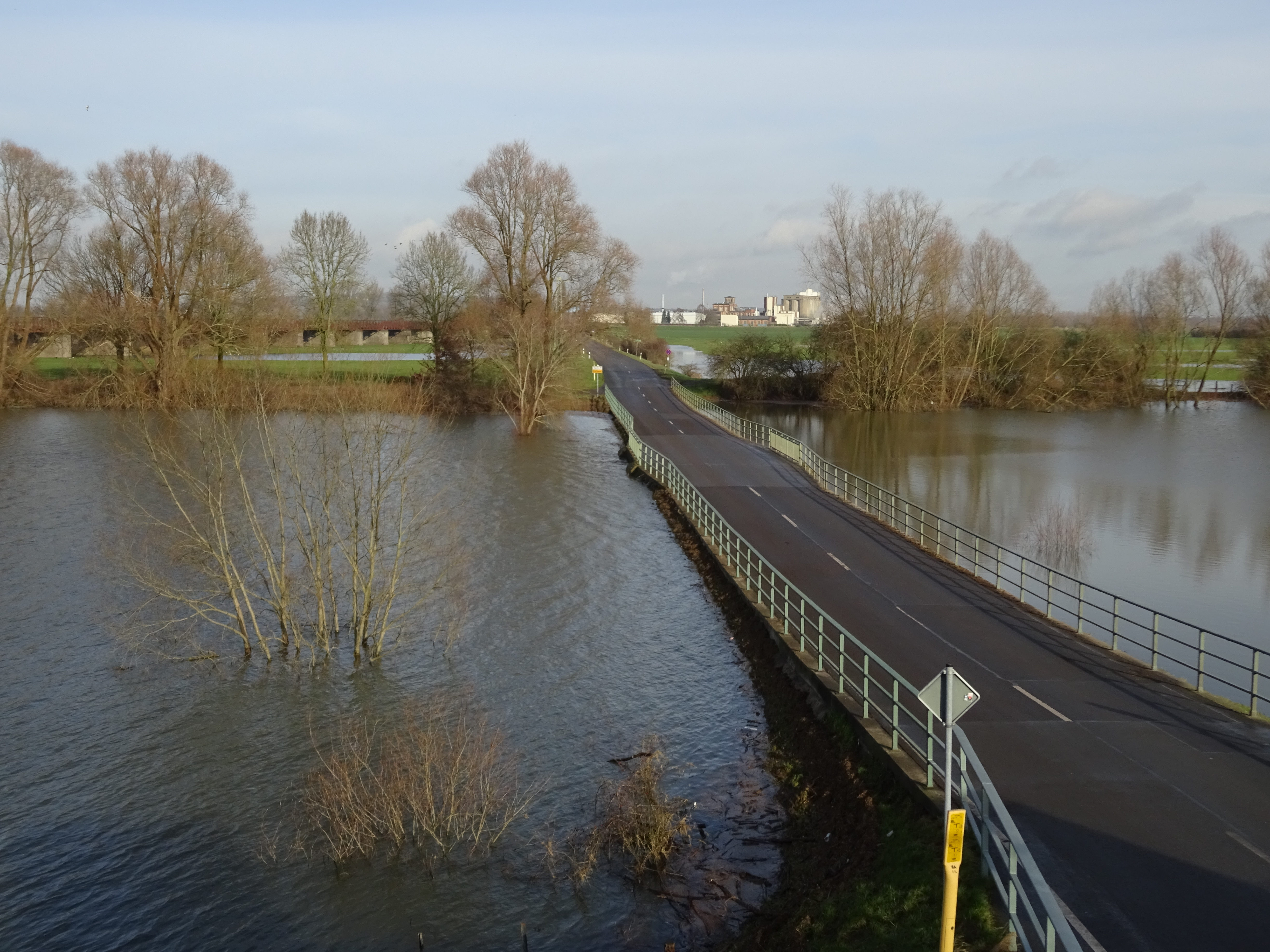
Rheinstraße Griethausen
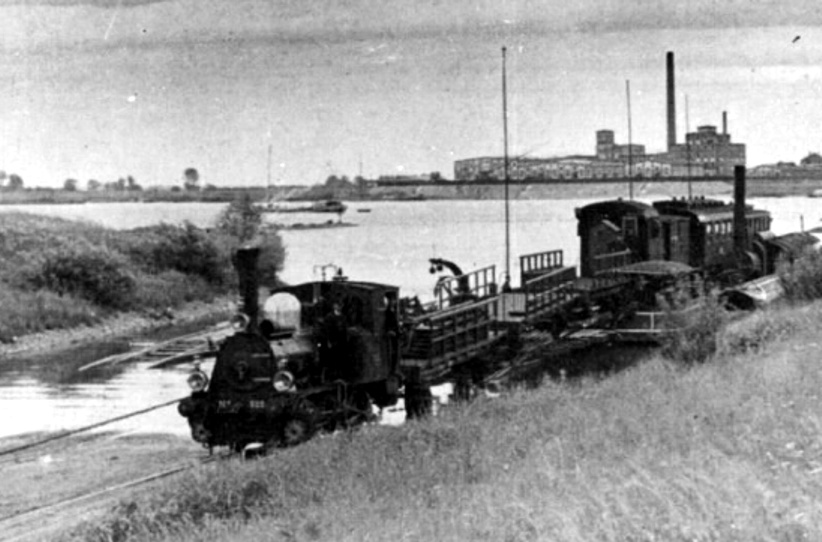
Spoorpont Spyck-Welle
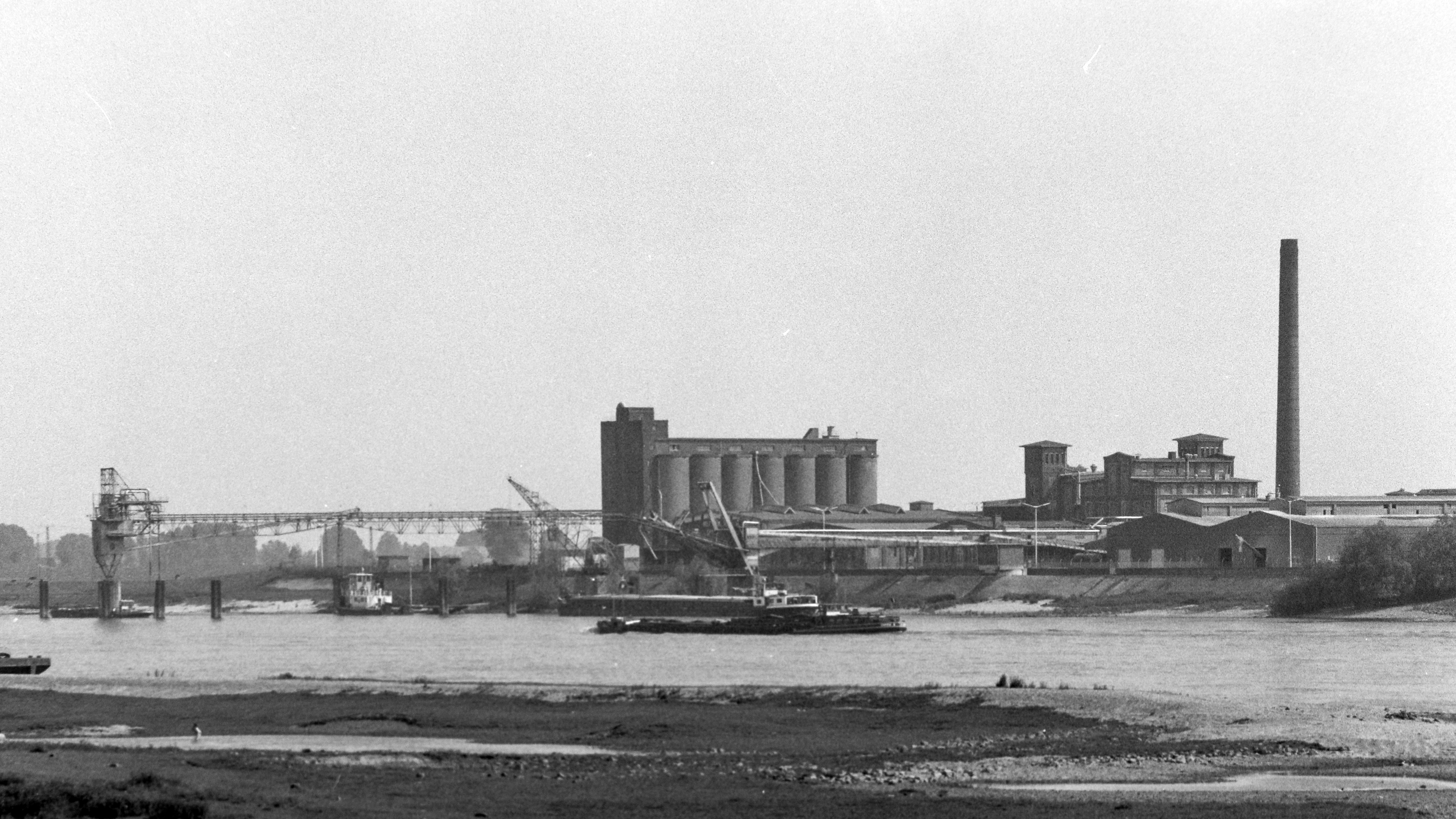
Ölwerke Spyck, ca 1980